# Larry McPhail
Larry Lee McPhail junior (* 27. August 1968 in Englewood, Colorado) ist ein US-amerikanischer ehemaliger Fußballspieler auf der Position eines Stürmers.
Gegen Ende seiner Studienzeit trat er kurzzeitig als Profifußballspieler in Erscheinung, ehe er sich vom aktiven Leistungssport zurückzog, um sich auf seine berufliche Laufbahn zu konzentrieren.

## Karriere
Larry McPhail wurde am 27. August 1968 in der Stadt Englewood, einem südwestlichen Vorort Denvers, geboren. Seine Schulausbildung erhielt er großteils in Texas, wo er unter anderem von 1983 bis 1986 die 1969 gegründete Lloyd V. Berkner High School in Richardson besuchte. Bereits hier galt er als Fußballtalent und wurde deshalb im Jahre 1985 als US-amerikanischer U-17-Nationalspieler zur U-16-Fußball-Weltmeisterschaft 1985 in die Volksrepublik China geschickt. In weiterer Folge kam er Ende Juli und Anfang August 1985 in allen drei Spielen seines Heimatlandes zum Einsatz und schied mit dem Team bereits in der Gruppenphase als Dritter der Gruppe A vom laufenden Turnier aus. Beim 2:1-Sieg über die Alterskollegen aus Bolivien im zweiten Spiel, dem einzigen Sieg der US-Amerikaner, erzielte McPhail in der 51. Spielminute den Treffer zum 1:1-Ausgleich. Neben diversen Erfolgen und Auszeichnungen an der High School wurde er in seinem dortigen Abschlussjahr als einer von 45 Spielern landesweit als Parade-Magazine-High-School-All-American ausgezeichnet. In seinem letzten Jahr an der High School trat er nicht mehr für das dortige Fußballteam in Erscheinung, sondern spielte bei einem lokalen Nachwuchsausbildungsverein. Als einer von 16 Parade-Magazine-All-Americans wurde er in diesem Jahr ins von Jay Miller trainierte US-amerikanische Juniorennationalteam (19 Jahre und jünger) einberufen. Daneben war er unter anderem auch in der Basketballmannschaft seiner Schule aktiv.
Seine weiterer Karriereweg brachte ihn nach dem High-School-Abschluss an die Southern Methodist University in University Park, Texas. Dort gehörte er neben seinem Wirtschaftsstudium auch der Herrenfußballmannschaft der Universitätssportabteilung Southern Methodist Mustangs an. In den Jahren 1986 bis 1989 war McPhail vier Mal in Folge Letterman. Während seiner aktiven Zeit schaffte es die SMU regelmäßig bis ins Achtel- und in einigen Spielzeiten sogar bis ins Viertelfinale der NCAA Division I Men’s Soccer Championship. Mit zehn Treffern führte McPhail im Spieljahr 1987 die mannschaftsinterne Torschützenliste an. Dies tat er auch im darauffolgenden Jahr an der Seite von Dwayne Pfeil und Scott Blankenship, als die drei auf jeweils fünf Treffer kamen. Ebenfalls im Jahr 1989 war McPhail mit elf erzielten Toren der besten Torschütze seiner Mannschaft. In diesem Jahr führte er auch die interne Torvorlagenliste mit elf Assists an und war mit 33 Scorerpunkten der SMU-Spieler mit den meisten Scorerpunkten im Jahr 1989. Bereits ein Jahr zuvor führte er diese Wertung mit 15 Punkten (fünf Tore, fünf Assists) an. Aufgrund seiner Leistungen wurde er in den Jahren 1987 und 1989 ins NSCAA-All-American-Third-Team gewählt und war in seinem letzten Jahr 1989 zudem im NSCAA-All-Midwest-Region-First-Team. Gegen Ende seiner Collegelaufbahn, die er im Jahre 1990 oder 1991 mit dem Bachelor abschloss, war McPhail kurzzeitig auch als Spieler in zwei US-amerikanischen Profiligen aktiv.
Dabei trat er in den Jahren 1989 bis 1990 während der spielfreien Zeit an der Universität für die Richardson Rockets, einem Hallenfußball-Franchise mit Spielbetrieb in der Southwest Indoor Soccer League, in Erscheinung. Die Mannschaft trug ihre Spiele nur wenige Kilometer entfernt von der SMU in Richardson, wo McPhail auch die High School besucht hatte, aus. Über die genauen Einsatzdaten McPhails ist heute allerdings nichts Näheres bekannt. 1990 spielte er zudem „Freiluftfußball“ bei den Colorado Foxes aus Commerce City, Colorado, etwa eine halbe Autostunde von seinem Geburtsort Englewood entfernt. Die Foxes hatten ihren Spielbetrieb in der eben erst ins Leben gerufenen American Professional Soccer League (APSL). Mitspieler McPhails waren in diesem Jahr unter anderem Robin Fraser, Chad Ashton oder Mark Dodd. Mit den Colorado Foxes belegte er im Endklassement den zweiten Platz der WSL North der regulären Spielzeit und schied in den nachfolgenden meisterschaftsentscheidenden Play-offs in den Division Finals gegen den späteren Meister San Francisco Bay Blackhawks aus. McPhail hatte bei der 1:2-Niederlage nach einer Ashton-Vorlage den einzigen Treffer seines Teams erzielt; Doppeltorschütze der anderen Mannschaft war Troy Dayak (nach Vorlagen von Dominic Kinnear und Eric Wynalda).
Kurz danach zog sich McPhail vom aktiven Leistungssport zurück, um sich auf seine berufliche Laufbahn zu konzentrieren. Er begann noch in den 1990er Jahren bei Versicherungsunternehmen zu arbeiten. Bis er im Jahre 1998 zu HUB International wechselte, war er unter anderem Underwriter bei der 1992 gegründeten Risc, Inc. in Houston, Texas. Bei HUB ist er mittlerweile als Vice President tätig.

## Privates
Am 15. Juli 2000 heiratete er Misty D. Brown (* 1978), mit der er zwei Kinder hat. Am 9. Oktober 2008 wurde die Ehe der beiden geschieden.